# Francisco Ramírez

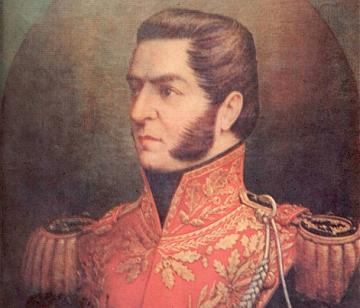
Imagem fictícia de Francisco Ramírez; não existem imagens contemporaneas do caudilho.

Francisco "Pancho" Ramírez (Concepción del Uruguay, 13 de março de 1786 – Chañar Viejo, 10 de julho de 1821) foi um caudilho argentino, um dos líderes da provincia de Entre Ríos durante os anos de formação da República Argentina, fundando a República do Entre Rios. 
Foi parte do partido artiguista, liderado por José Gervasio Artigas, de quem mais tarde virou inimigo por causa de rivalidades pessoais, combatendo-o até derrotá-lo e obrigando-o a exiliar-se. 
Pouco tempo depois, faleceu em combate contra forças de seu antigo aliado, Estanislao López.